# North Beach (San Francisco)

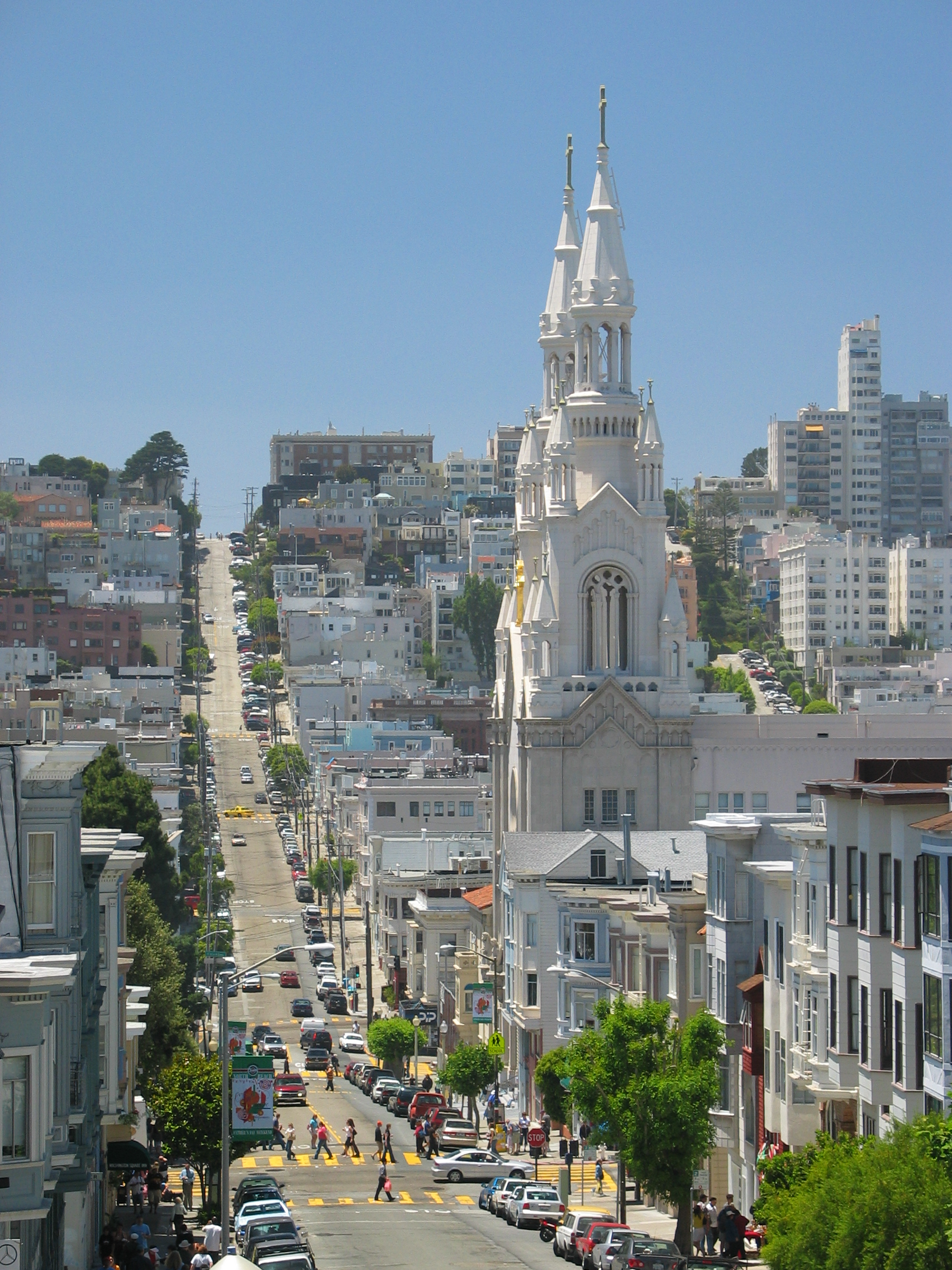
Imagen de la Iglesia de San Pedro y San Pablo y del barrio de North Beach.

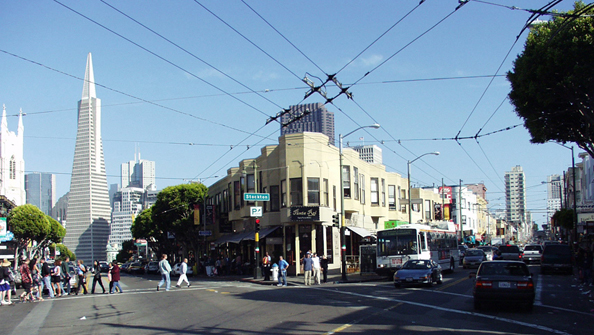
Vista sureste desde Columbus Avenue con la Pirámide Transamérica de fondo (a la izquierda) y Stockton (derecha).

North Beach es un barrio situado al noreste de San Francisco, contiguo a Chinatown y Fisherman's Wharf. Es considerado como la versión sanfranciscana de Pequeña Italia ya que tuvo una importante población italiana. También sirve como barrio rojo y zona habitual de entretenimiento nocturno.
La American Planning Association (APA) consideró a North Beach como uno de los 'Mejores Barrios de América'.

## Localización
North Beach está rodeado por Jackson Square, el Financial District al sur de Broadway; Chinatown al suroeste de Columbus, por debajo de Green Street; Russian Hill al oeste; Telegraph Hill al este y Fisherman's Wharf en Bay Street al norte.
Las principales intersecciones son Union y Columbus, la esquina suroeste de Washington Square, Grant Avenue y Vallejo Street.
El compacto diseño del barrio está formado por apartamentos, duplex y hogares de estilo victoriano que datan de los años 1920, cuando los residentes reconstruyeron el barrio tras los daños sufridos en la zona por el terremoto e incendios de 1906.

## Atracciones
La población italoestadounidense ha descendido drásticamente desde los años 1980, pero el barrio aún conserva un aroma italiano por la gran cantidad de cafés, restaurantes italianos y panaderías en Columbus Avenue y Washington Square. También, el barrio tiene el Santuario de Francisco de Asís, quien presta el nombre a la ciudad, y una pequeña reproducción de la Basílica de San Francisco de Asís, situada en una pequeña capilla en Vallejo Street. La Iglesia de San Pedro y San Pablo, situada frente a Washington Square y donde Joe DiMaggio se casó con Marilyn Monroe, es considerada como uno de los monumentos históricos del barrio por los italoestadounidenses.
Un callejón que conecta las avenidas Grant y Columbus recibió el nombre de Jack Kerouac, escritor de la Generación beat, que vivió en este barrio y frecuentaba la City Lights Bookstore, una famosa librería en la esquina entre Columbus y Broadway, así como los numerosos y próximos bares y cafés de la zona.
El este de Broadway en Columbus Avenue aún es el principal barrio rojo, zona de discotecas, locales de estriptis, bares y locales de jazz.
El desfile de North Beach en Grant Avenue con motivo del Día del Padre es uno de los desfiles más grandes de la ciudad. El barrio también acoge un gran desfile durante el Día de la Raza, desde Columbus Avenue hasta Aquatic Park.
El Instituto de Arte de San Francisco está situado en la zona norte de North Beach, en Russian Hill, mientras que la Academy of Art University tiene varios edificios en la zona, incluyendo uno en Columbus Avenue y otro en Pier 39.